# Reinhold Wirtz (Baumeister)
Reinhold Wirtz (* 15. März 1842 in Hellenthal; † 5. Mai 1898 in Trier) war ein deutscher Architekt, Kommunalkreis- und Diözesanbaumeister des Bistums Trier.

## Leben
Reinhold Wirtz erhielt seine Ausbildung an der Dombauhütte Köln. 1861 bis 1868 war er im Büro von Vinzenz Statz tätig. 1868 wechselte Wirtz nach Trier, wo er die örtliche Bauleitung der Restaurierung der Liebfrauenkirche übernahm. Hier wird er Kommunalbeamter. 1888 wurde er zum Dombaumeister ernannt. 
Verheiratet war Reinhold Wirtz seit 1869 Theresia Hubertine Wirtz geborene Paffendorf, ihrer gemeinsamen Ehe entstammte der spätere Dombaumeister Julius Wirtz.
Zu seinen Schülern zählt der Architekt Carl Rüdell.

## Bauten und Entwürfe
| Jahr                             | Bild | Ort           | Objekt                                             | Bundesland      | Kommentar |
| -------------------------------- | ---- | ------------- | -------------------------------------------------- | --------------- | --- |
| 1870–1871                        |      | Rivenich      | Katholische Pfarrkirche: St. Briktius              | Rheinland-Pfalz | [ 1 ] |
| 1870–1871                        |      | Ruwer         | Katholische Pfarrkirche: St. Clemens               | Rheinland-Pfalz | Gemeinsam mit Franz Georg Himpler aus Wallerfangen                                                                |
| 1873–1876 und hiernach 1874–1882 |      | Euren         | Katholische Pfarrkirche: St. Helena                | Rheinland-Pfalz | Gemeinsam mit Baumeister und Bauunternehmer Joseph Mendgen                                                        |
| 1876–1878                        |      | Waldbreitbach | Katholische Pfarrkirche: St. Mariä Himmelfahrt     | Rheinland-Pfalz | Errichtet durch Bauunternehmer Johann Pütz aus Limperich unter der Bauleitung des Kreisbaumeisters Johann Hermann |
| 1882–1883                        |      | Emmersweiler  | Katholische Pfarrkirche: St. Barbara               | Rheinland-Pfalz | Um 1965 abgerissen und 1965–1967 durch einen Neubau ersetzt.                                                      |
| 1882–1884                        |      | Olewig        | Katholische Filialkirche: St. Anna                 | Rheinland-Pfalz | Nicht erhalten.                                                                                                   |
| 1883–1884                        |      | Wincheringen  | Katholische Pfarrkirche: St. Peter                 | Rheinland-Pfalz | [ 7 ] |
| 1884–1885                        |      | Herdorf       | Katholische Pfarrkirche: St. Aloisius              | Rheinland-Pfalz | |
| 1885–1886                        |      | Udelfangen    | Katholische Filialkirche: St. Agritius             | Rheinland-Pfalz | [ 8 ] |
| 1886–1892                        |      | Nunkirchen    | Katholische Pfarrkirche: Herz-Jesu                 | Saarland        | Nach Plänen von 1886, 1892 (detaillierter Bauplan), 1894 begonnen und 1895 vollendet sowie 1896 konsekriert       |
| 1886–1887                        |      | Veldenz       | Evangelische Kirche                                | Rheinland-Pfalz | |
| 1886–1889                        |      | Riegelsberg   | Evangelische Kirche                                | Saarland        | |
| 1888                             |      | Bitburg       | Pfarrhaus der Evangelischen Gemeinde.              | Rheinland-Pfalz | Nicht erhalten, im Zweiten Weltkrieg vollständig zerstört.                                                        |
| 1888                             |      | Saarburg      | Keller- und Kelterhaus auf dem Anwesen Reinart     | Rheinland-Pfalz | [ 10 ] |
| 1890–1895                        |      | Uchtelfangen  | Katholische Pfarrkirche: St. Josef                 | Saarland        | |
| 1893–1894                        |      | Trierweiler   | Katholische Pfarrkirche: St. Dionysius             | Rheinland-Pfalz | [ 11 ] |
| 1893–1895                        |      | Trier         | Katholische Filialkirche: Herz Jesu                | Rheinland-Pfalz | |
| 1895–1896                        |      | Speicher      | Katholische Pfarrkirche: St. Philippus und Jakobus | Rheinland-Pfalz | |
| 1895–1897                        |      | Erdorf        | Katholische Pfarrkirche: St. Laurentius            | Rheinland-Pfalz | [ 12 ] |
| 1896–1898                        |      | Meckel        | Katholische Pfarrkirche: St. Bartholomäus          | Rheinland-Pfalz | Die erhaltene alte Kirche wird heute als Friedhofskapelle genutzt                                                 |
| 1898–1899                        |      | Ludweiler     | Katholische Kapelle: St. Wendalinus                | Saarland        | Posthum nach seinen Plänen erbaut.                                                                                |
| 1900                             |      | Kyllburg      | Evangelische Kirche                                | Rheinland-Pfalz | Posthum nach seinen Plänen erbaut.                                                                                |